# Willa „Wilśniaczek”
Willa „Wilśniaczek” – willa w Ożarowie Mazowieckim zbudowana w 1929 lub następnym roku dla Mieczysława Mariana Wiśniakowskiego. Brak jest informacji o architekcie.
Posesja o powierzchni 0,1659 ha, na której postawiono willę, nabył w 1925 Mieczysław Wiśniakowski pracownik Izby Kontroli Skarbowej oraz profesor Szkoły Handlowej w Kole.
Willa zbudowana jest w stylu dworkowym na rzucie prostokąta z dwutaktowym układem wnętrz oraz aneksem w którym umieszczono klatkę schodową. Jest to budynek jednokondygnacyjny z mieszkalnym poddaszem, podpiwniczony. Posiada rozrzeźbione szczyty utworzone z dwóch dwuspadowych dachów o przecinających się kalenicach. Od wejścia głównego jest dwukondygnacyjny ganek wsparty na czterech kolumnach.